# Stefan (Kalaidżiszwili)
Stefan, imię świeckie Stefan Kalaidżiszwili (ur. 9 lutego 1959 w Achalciche) – gruziński duchowny prawosławny, od 2015 metropolita Cageri i Lentechi.

## Życiorys
27 listopada 1994 otrzymał święcenia diakonatu, a 10 listopada 1996 prezbiteratu. 27 października 2002 przyjął chirotonię biskupią. 1 listopada 2015 podniesiony został do godności metropolity.